# Cholatse
Il Cholatse (conosciuto anche come Jobo Lhaptshan) è una montagna della regione nepalese del Khumbu. Malgrado la quota relativamente ridotta, la montagna ha interesse alpinistico in quanto ha l'aspetto di un picco roccioso, privo di vie di salita semplici.

## Posizione
Si trova a occidente del massiccio dell'Everest e del ghiacciaio Khumbu. Verso sud è collegato al Taboche (6.501m) da una lunga cresta, mentre a nord vi è un passo utilizzato dagli sherpa per il collegamento tra la valle del Khumbu e quella di Gokyo. Il nome in tibetano è letteralmente "picco del passo del lago" (cho sta per "lago", la per "passo" e tse per "picco"), in quanto subito a sud del passo, ad est della montagna, vi è appunto un lago omonimo.

## Alpinismo
Fu salito per la prima volta lungo la cresta sud-ovest il 22 aprile 1982 dagli statunitensi Vern Clevenger, Galen Rowell, John Roskelley e Bill O'Connor. Negli anni 2000 diversi alpinisti vi hanno aperto delle vie. Nel 2005 un team sloveno guidato da Tomaž Humar ha scalato la parete nord-est. Ueli Steck in aprile ha compiuto la prima solitaria della parete nord, mentre i coreani Park Jung-hun e Choi Kang-sik hanno compiuto la prima salita invernale.